# Capartiella
Capartiella is een geslacht van kreeftachtigen uit de klasse van de Malacostraca (hogere kreeftachtigen).

## Soort
- Capartiella longipes (Capart, 1951)